# Forges (Sekwana i Marna)
Forges – miejscowość i gmina we Francji, w regionie Île-de-France, w departamencie Sekwana i Marna.
Według danych na rok 1990 gminę zamieszkiwało 286 osób, a gęstość zaludnienia wynosiła 21 osób/km² (wśród 1287 gmin regionu Île-de-France Forges plasuje się na 933. miejscu pod względem liczby ludności, natomiast pod względem powierzchni na miejscu 209.).